# La Vega (Cagliari)
La Vega (Is Stelladas in sardo) è un quartiere di Cagliari di 3 179 abitanti.

## Toponimo
Il toponimo "La Vega" ha origine spagnola e significa "l'orto", visto che in origine era una zona di aperta campagna a nord della città di Cagliari. Nel confine superiore ospita i giardini pubblici e arriva fino alle mura del quartiere Castello.

## Monumenti e luoghi d'interesse

### Architetture religiose

#### Chiesa di San Francesco d'Assisi
Nel cuore del quartiere La Vega è ubicata la chiesa di San Francesco, eretta nella seconda metà del XIX secolo, dedicata a san Francesco d'Assisi. L'esterno si caratterizza per il paramento in pietra scura e per il coronamento piramidale. L'alta facciata presenta, nella parte centrale, una vetrata policroma rettangolare, davanti alla quale si staglia la statua bronzea del titolare, rappresentato con le braccia levate verso il cielo. Sotto la scultura si aprono tre portali, che immettono nella vasta aula quadrangolare costituente l'interno del tempio. In prossimità dell'ingresso, su ciascun lato si apre una cappella, a sinistra quella del battistero, mentre a destra si trova quella del Santissimo Sacramento. Il presbiterio, sopraelevato, è stato recentemente adeguato alle esigenze liturgiche postconciliari; vi si trova però anche l'altare preconciliare, con il tabernacolo ornato dagli angeli marmorei dello scultore Aroldo Bellini. Del Bellini sono anche, oltre alla sopra citata statua di san Francesco, il crocifisso bronzeo che sovrasta l'altare, le stazioni della Via Crucis, anch'esse bronzee, e le statue marmoree di santa Chiara e san Bonaventura, poste ai lati del presbiterio.
Degni di nota sono anche i mosaici, realizzati nel 1962, che ornano l'interno del San Francesco, opera del siciliano Franco d'Urso su disegni dell'architetto Gina Baldracchini. I soggetti dei mosaici sono il sacro cuore di Gesù (parete destra), Maria madre della Chiesa (parete sinistra), la santissima Trinità e scene della vita di san Francesco (parete di fondo del presbiterio). L'attuale edificio di via Piemonte venne eretto tra il 1957 e il 1963, su progetto dell'ingegnere sardo Marco Piloni. La parrocchia era già stata istituita dall'arcivescovo di Cagliari, monsignor Paolo Botto, nel 1952.

#### Cappella dell'Istituto San Vincenzo
A poca distanza dalla chiesa di San Francesco d'Assisi si trova la cappella dell'Istituto San Vincenzo De Paoli, una piccola chiesa inglobata nell'Istituto, fondato nel XIX secolo e gestito dalle Figlie della carità, ubicato in viale San Vincenzo, a poca distanza dai giardini pubblici. La cappella è costituita da un ambiente a pianta rettangolare, con volta a botte e abside semicircolare. Ciò che la rende degna di nota è la presenza al suo interno di alcuni dipinti firmati da Galep, nome d'arte di Aurelio Galeppini, celebre disegnatore di Tex. La decorazione pittorica della cappella venne commissionata dalle suore a Galeppini, che all'epoca, nell'immediato secondo dopoguerra, viveva a Cagliari, dove insegnava disegno in alcune scuole. Le tele hanno come soggetto la Via Crucis e alcuni episodi della vita di santi vincenziani. L'esistenza di queste tele è stato un piccolo segreto per Galep, che solo nel 1984 decide di firmarle in occasione di una mostra dedicata a lui.

### Aree naturali

#### Monte Claro

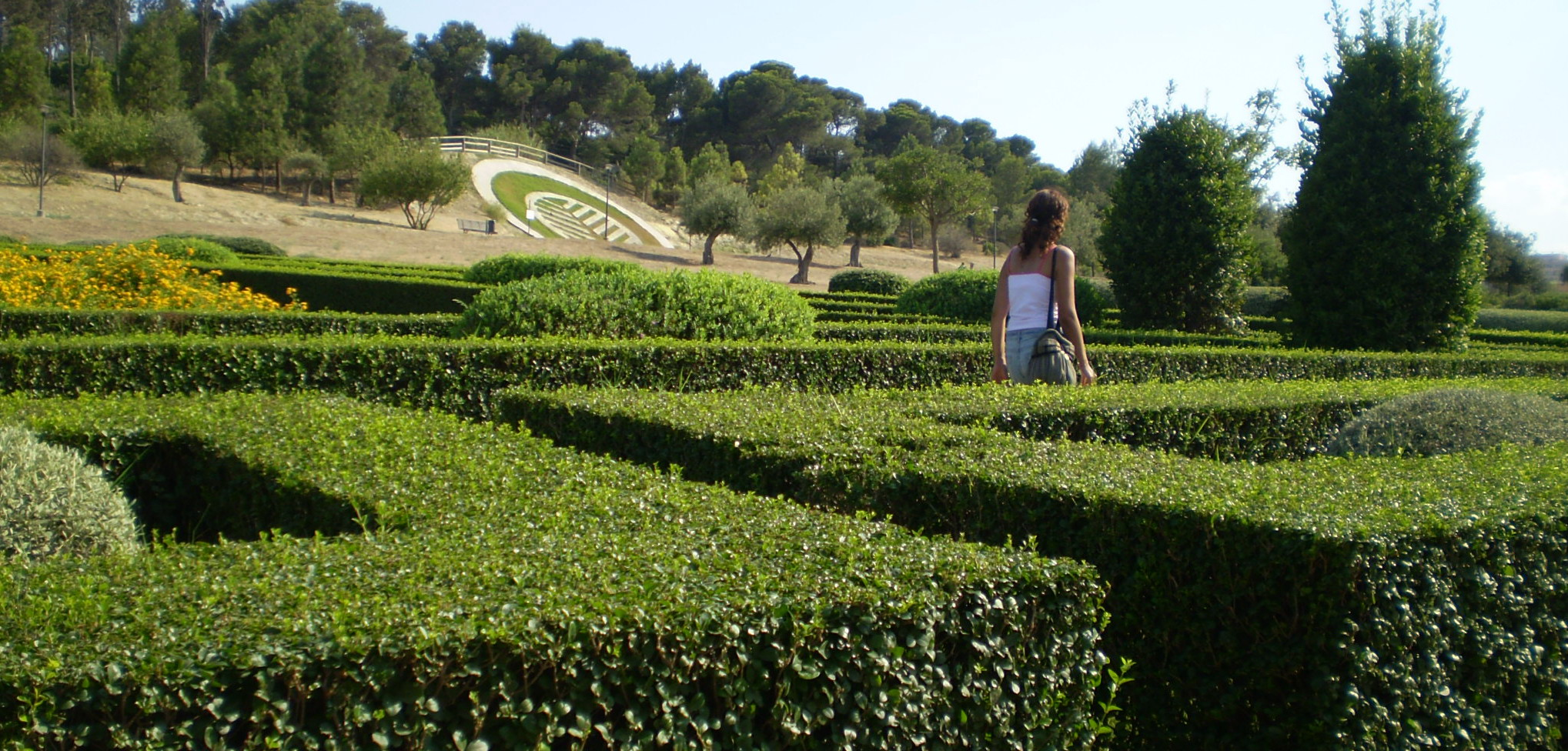
Il parco di Monte Claro

Il parco di Monte Claro, condiviso con il quartiere di Is Mirrionis, è ampio 25 ettari, e insieme alle grotte del promontorio di capo Sant'Elia, risulta essere il luogo dei più antichi insediamenti umani della provincia di Cagliari, risalenti al neolitico. È uno dei 7 colli di Cagliari, 7 come i colli di Roma, di Istanbul e di Lisbona; gli altri sei sono: Castello, Tuvumannu, Tuvixeddu, monte Urpinu, colle di Bonaria, colle di San Michele. Monte Claro oggi è diventato uno dei parchi pubblici più frequentati della città, soprattutto per fare attività sportive come jogging, o per salire fino alla cima del colle tramite sentieri suggestivi, per raggiungere le antiche rovine e il colorato roseto. Nella parte in pianura del parco è presente una grande fontana moderna ed un laghetto, attraversato da un ponte pedonale, dove risiedono numerose oche, anatre, tartarughe e pesci di varie dimensioni. Recentemente sono stati aperti un teatro all'aperto, un bocciodromo e un'area ludica per bambini. Nel periodo estivo il parco resta aperto fino a mezzanotte, e spesso vengono organizzati eventi culturali e di svago.

#### Giardini pubblici

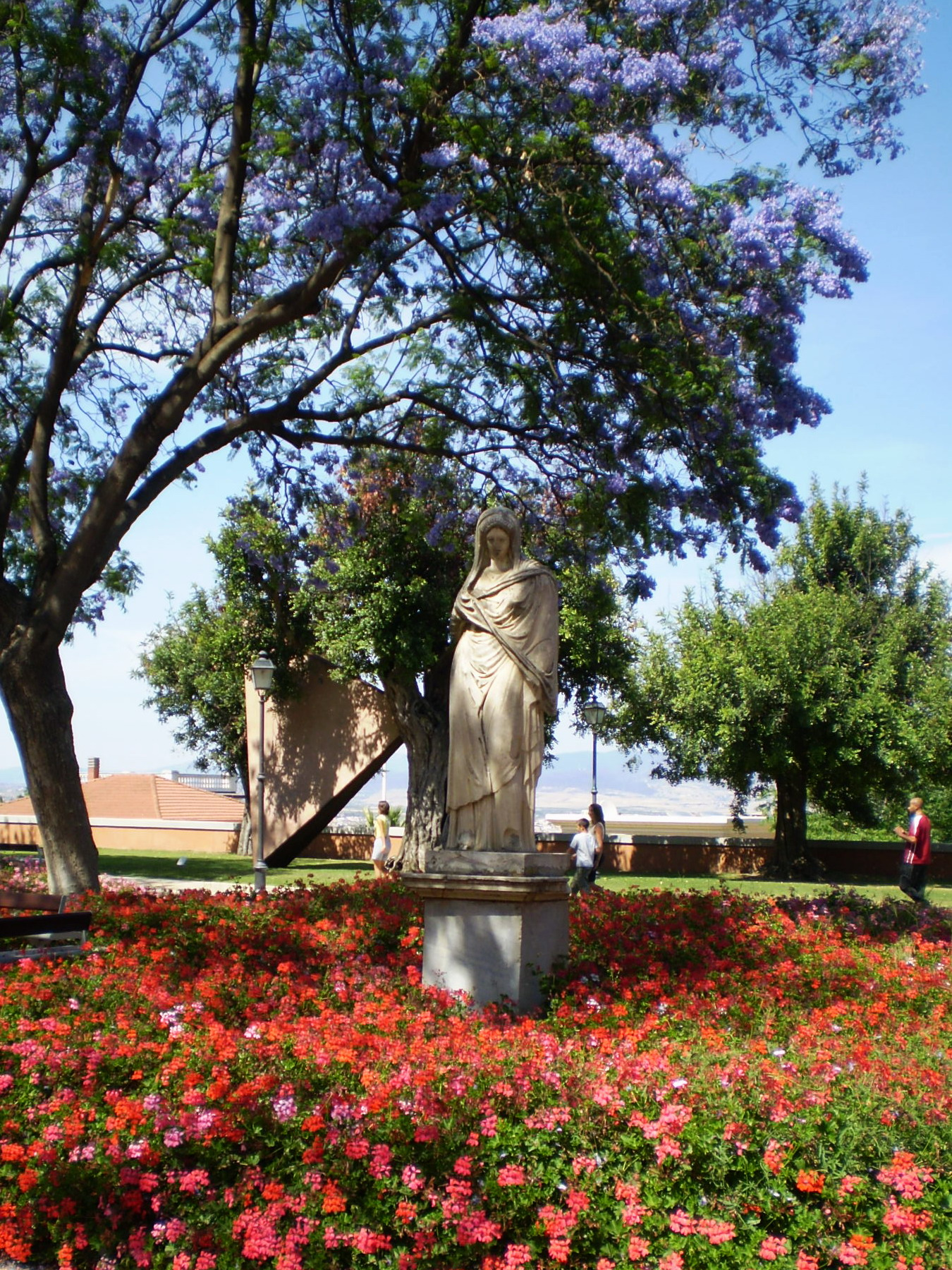
I giardini pubblici

I giardini pubblici sono situati al confine tra il quartiere La Vega ed il quartiere Castello, il più antico di Cagliari. Sorgono su un'area che il Comune di Cagliari acquistò nel 1840, e furono edificati sotto il regno dei Savoia. Sono ampi poco meno di 2 ettari, si trovano a fianco ad un edificio che una volta era una polveriera dell'arsenale di Cagliari, e fino al 2005 erano presenti due enormi cannoni risalenti al periodo di guerra, proprio all'interno del parco. Sono presenti una sessantina di piante tutte centenarie, piante esotiche, palme, e due ficus magnoloidi di oltre 125 anni.
I lavori del 2005, costati circa un milione di euro, hanno permesso di apportare diverse migliorie ai giardini, come le due vasche d'acqua con fontane, la ristrutturazione dell'antica passeggiata centrale lunga 300 metri che era andata distrutta in diverse parti, l'impianto idrico completamente nuovo ed è stato ricavato uno spazio dove sorgerà il Museo d'arte contemporanea.

## Evoluzione demografica
Abitanti censiti

## Istruzione
All'interno del quartiere si trovano la Casa dello studente, grattacielo sede di appartamenti in affitto a studenti universitari, la Facoltà di Lettere e Filosofia, la Facoltà di Ingegneria e l'Istituto di geologia e mineralogia dell'Università di Cagliari. Sono tre le scuole presenti nel quartiere: la scuola materna "San Vincenzo De Paoli" in viale San Vincenzo, la scuola media "Mameli" di via Piceno ed il liceo scientifico "Pacinotti" di via Liguria, che con circa 70 tra aule e laboratori, è una delle scuole più grandi di Cagliari.

## Trasporti

### Strade
Le principali arterie del quartiere sono:
- via Campania
- via Liguria: il parco di Monte Claro da una parte e il cuore del quartiere dall'altra, via Liguria con le sue quattro corsie è una delle arterie principali del quartiere La Vega.
- via La Vega: caratteristica per il fatto che sia una lunga e ripida strada in discesa che collega il quartiere Castello con la zona residenziale di La Vega.
- viale San Vincenzo: costeggia per intero i giardini pubblici da una parte, dall'altra vi sono diverse ville di lusso.

### Mobilità urbana

#### Bus
Rete di trasporti pubblici metropolitani CTM S.p.A., operata tramite autobus numero: 3, 6, 13.

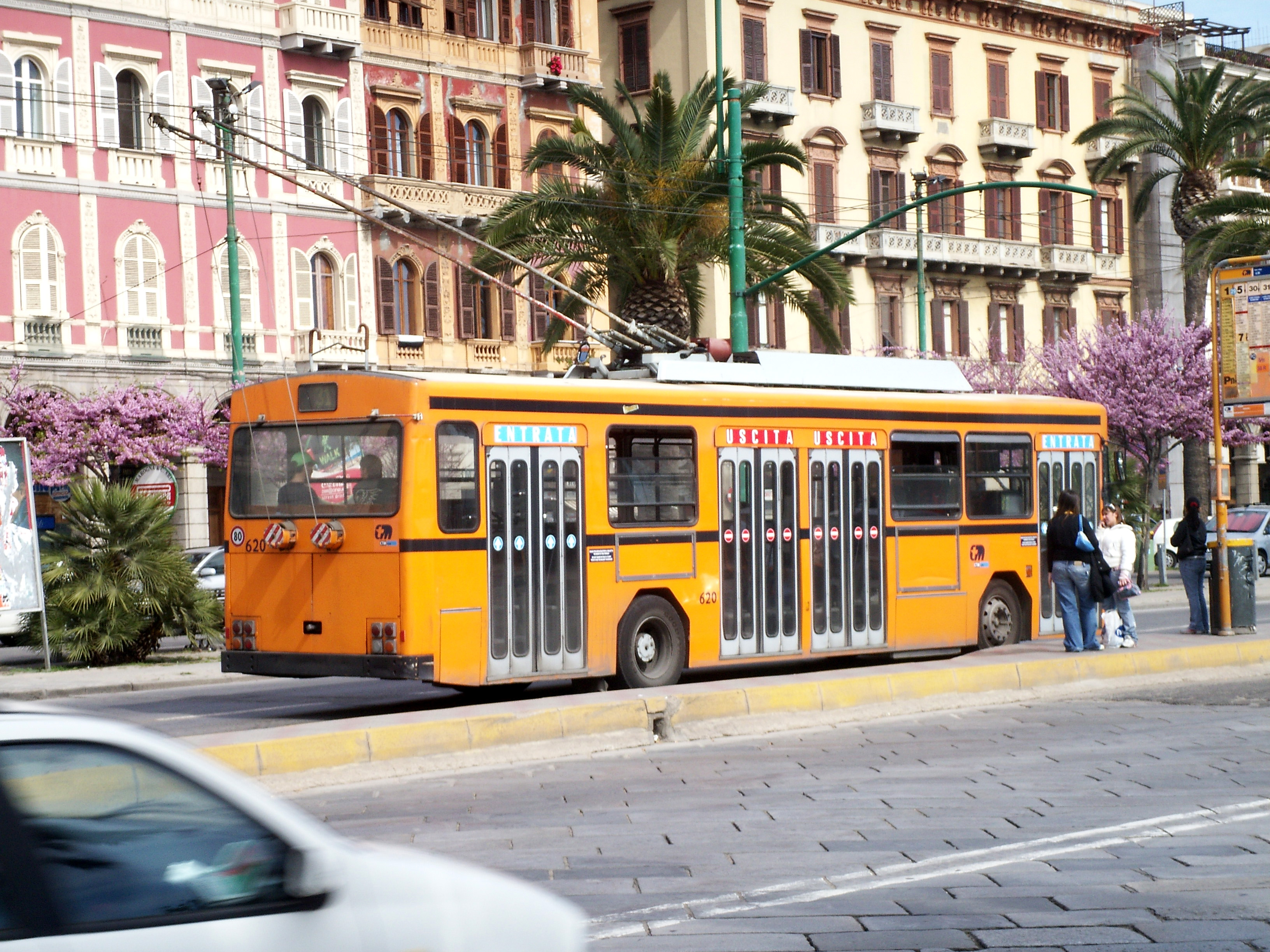
Filobus Socimi 8839 dell'azienda CTM

Il quartiere La Vega è raggiunto dalle linee 3, 6 e 13 degli autobus CTM che lo collegano tutti i giorni e frequentemente con il centro della città, con l'ospedale Brotzu, con il cimitero di San Michele, fino al Quartiere del Sole, a poca distanza dalla spiaggia del Poetto.

#### Filobus
Rete di trasporti pubblici metropolitani CTM S.p.A., operata tramite filobus numero: 5.
È in funzione un tracciato filoviario che parte dal deposito CTM "Santa Maria" e permette al filobus di entrare in servizio. Il tracciato inizia alla fine di viale Bonaria e raggiunge il deposito passando per viale Regina Margherita, piazza Costituzione, viale Regina Elena, via La Vega, via Romagna e viale Ciusa.